# Răzvan Popa (fotbalist)
Răzvan Ștefan Popa (n. 4 ianuarie 1997, Râmnicu Vâlcea, România) este un fotbalist român liber de contract, care joacă pe post de mijlocaș. Pe plan internațional, are prezențe la națională pentru România Sub-19.
Și-a făcut debutul în Liga I la vârsta de 15 ani și 2 luni, intrând la schimb într-un meci din 17 martie 2012 contra lui Dinamo București. Curtat și de Chelsea FC, în august 2013, Popa a ajuns la Inter Milano. Acolo, unde a petrecut trei ani, nu a jucat decât într-un amical cu Bayern München pentru echipa mare, în rest doar la echipa de Primavera, și a fost în cele din urmă cedat la Real Zaragoza, în Segunda Division în 2016, când avea 19 ani. Pentru această echipă a jucat șapte minute într-un meci de campionat și un meci întreg în Cupa Spaniei, în care a și marcat un gol. Pentru sezonul din primăvara lui 2017, Popa a fost împrumutat la Burgos CF.
În cele din urmă, în octombrie 2017, Popa a revenit în România, jucând pentru Universitatea Craiova.
În septembrie 2021, s-a alăturat echipei Dinamo București.